# Singureni (Giurgiu)
Singureni é uma comuna romena localizada no distrito de Giurgiu, na região de Muntênia. A comuna possui uma área de 40.00 km² e sua população era de 3158 habitantes segundo o censo de 2007.